# 普希金之家

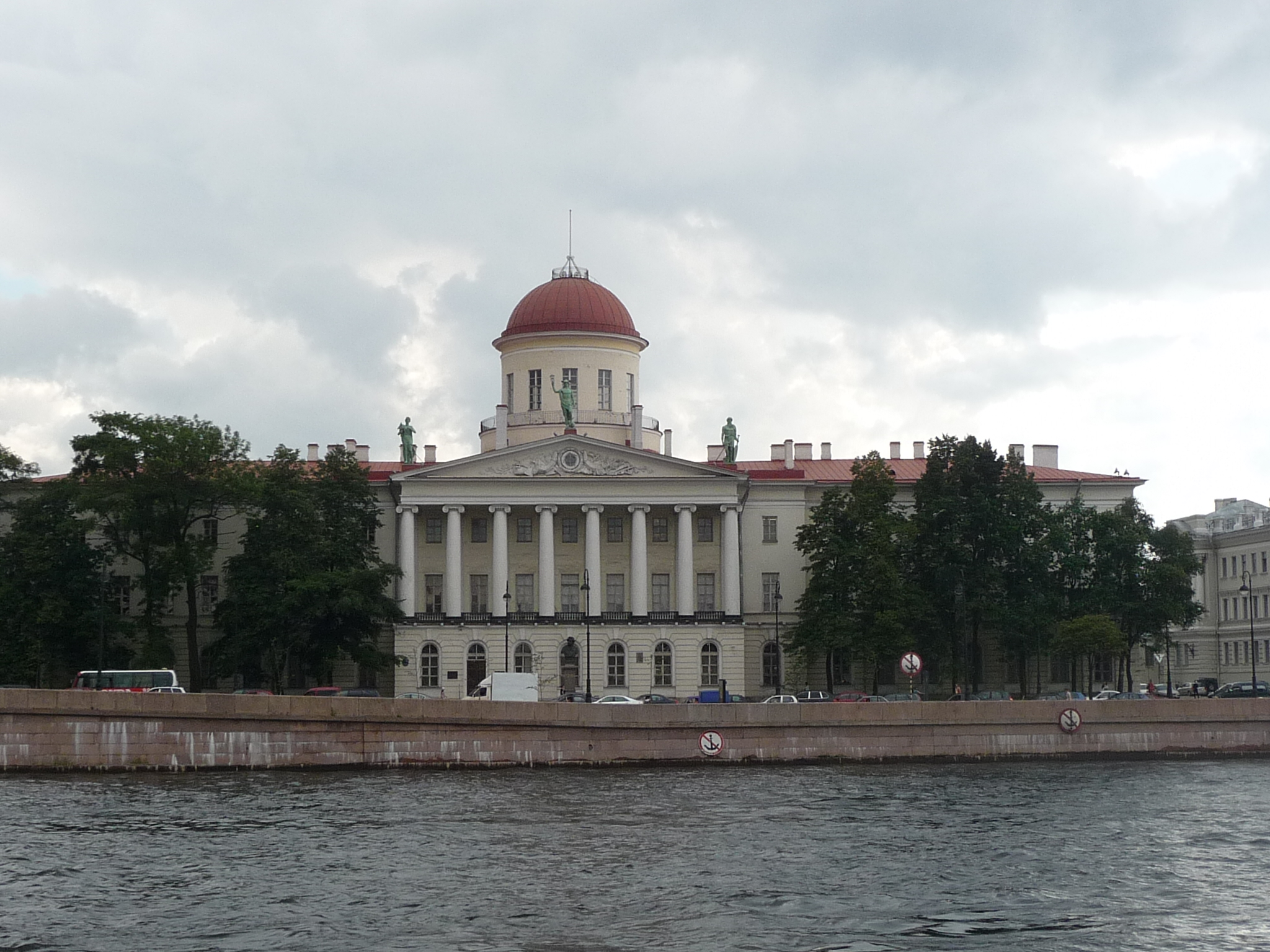
普希金之家

普希金之家（俄语：Пушкинский дом）是俄羅斯聖彼得堡的俄羅斯文學研究機構的代名詞，也是俄羅斯科學院的一部分。俄羅斯文學研究所創建於1905年12月，最初是一個專門研究亚历山大·谢尔盖耶维奇·普希金的非政府組織。研究機構所在的建築是一座新古典主義建築。

## 外部連結
- 官方网站

59°56′41″N 30°18′04″E / 59.9448°N 30.3012°E